# 1485
1485 (MCDLXXXV) je bilo navadno leto, ki se je po julijanskem koledarju začelo na soboto.

## Dogodki
- v Angliji zavlada dinastija Tudor
- ogrski kralj Matija Korvin zavzame Dunaj
- utrakvisti dobijo iste verske pravice kot katoliki.

## Smrti
- 27. oktober - Roelof Huesman - Rodolphus Agricola, nizozemski humanist (* 1444)